# Hammer SpVg

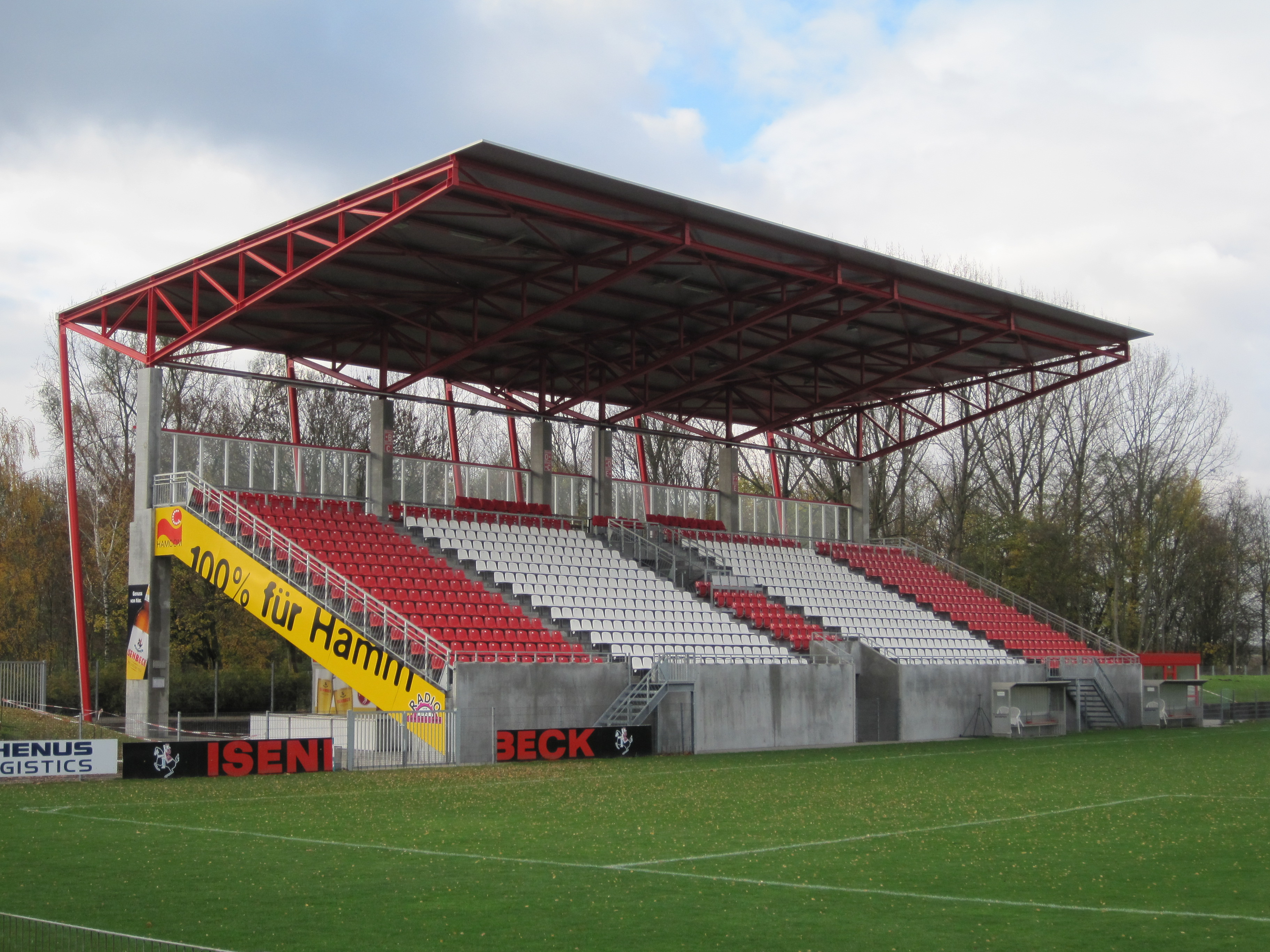
Hoofdtribune van de 24nexx Arena

Hammer SpVg is een Duitse omni-sportvereniging uit de stad Hamm, gelegen in het Ruhrgebied, deelstaat Noordrijn-Westfalen. De vereniging telt rond de 1.500 leden. Naast de belangrijkste sportafdeling voetbal, bestaat het aanbod onder andere uitJudo, Handbal, Volleybal en Turnen.

## Geschiedenis
In 1903 werd Fußballclub von 1903 opgericht dat in 1919 fuseerde met Hammer TV 1859 tot TuS 59/03 Hamm. Nadat de Deutsche Turnerschaft besliste dat balsport- en turnclubs niet onder één dak meer mochten spelen werd de voetbalafdeling terug zelfstandig.
Hammer SpV 04 werd in 1910 opgericht toen de voetbalafdeling van Hammer TV, die in 1904 opgericht werd, zelfstandig werd. De club fuseerde in 1922 met Hammer FC 03 en werd zo Hammer SpVg 03/04.
In de jaren 60 ontwikkelde de club zich als een van de sterkere uit de regio en bereikte de Regionalliga West, toen nog de tweede klasse. Na degradatie uit de Regionalliga speelde de club lange tijd in de Verbandsliga en promoveerde in 1980 naar de Oberliga Westfalen, de derde klasse. In 1990 degradeerde de club en in 1994 promoveerde de club terug. Door de herinvoering van de Regionalliga was de Oberliga nu nog maar de vierde klasse. In 1999 degradeerde de club weer en keerde in 2006 terug. Door een achtste plaats in 2008 plaatste de club zich voor de nieuwe NRW-Liga, die de Oberliga Westfalen en Nordrhein verving. Door de invoering van de 3. Bundesliga speelde de club nu wel in de vijfde klasse. In 2010 degradeerde de club. Twee jaar later promoveerde Hammer opnieuw.

## Eindklasseringen vanaf 1964
| Seizoen | Competitie                     | Niveau | Eindstand | DFB Pokal | Opmerking |
| ------- | ------------------------------ | ------ | --------- | --------- | --- |
| 1963/64 | Verbandsliga Westfalen Nordost | III    | 9         | --        | 2e in degradatieserie met 6 clubs |
| 1964/65 | Verbandsliga Westfalen Nordost | III    | 6         | --        | |
| 1965/66 | Verbandsliga Westfalen Nordost | III    | 1         | --        | Kampioen Westfalen omdat SSV Hagen van deze play-off afzag; 2e in promotieserie met VfR Neuss, SSV Hagen en Bonner SC                           |
| 1966/67 | Regionalliga West              | II     | 16        | --        | |
| 1967/68 | Verbandsliga Westfalen Südwest | III    | 2         | --        | play-off deelname Duits amateurkampioenschap > VfL Schwerte: 1-2 uit/8-3 n.v. thuis; > halve finale: FC Wacker München: 0-3 thuis/3-2 uit       |
| 1968/69 | Verbandsliga Westfalen Südwest | III    | 3         | --        | |
| 1969/70 | Verbandsliga Westfalen Südwest | III    | 3         | --        | |
| 1970/71 | Verbandsliga Westfalen Südwest | III    | 2         | --        | play-off voor 1e plaats in groep > SVA Gütersloh: 2-2 n.v./2-3; play-off voor deelname aan Duits amateurkampioenschap >Sportfreunde Siegen: 3-4 |
| 1971/72 | Verbandsliga Westfalen Südwest | III    | 7         | --        | |
| 1972/73 | Verbandsliga Westfalen Südwest | III    | 11        | --        | |
| 1973/74 | Verbandsliga Westfalen Südwest | III    | 13        | --        | |
| 1974/75 | Verbandsliga Westfalen Südwest | III    | 5         | --        | |
| 1975/76 | Verbandsliga Westfalen Südwest | III    | 4         | --        | |
| 1976/77 | Verbandsliga Westfalen Südwest | III    | 16        | --        | play-off voor degradatie > TSV Bigge-Olsberg: 3-2 thuis/0-0 uit                                                                                 |
| 1977/78 | Verbandsliga Westfalen Südwest | III    | 18        | --        | niet gekwalificeerd voor nieuwe Oberliga Westfalen                                                                                              |
| 1978/79 | Landesliga Westfalen-5         | V      | 1         |           | |
| 1979/80 | Verbandsliga Westfalen Nordost | IV     | 1         | --        | |
| 1980/81 | Oberliga Westfalen             | III    | 8         | 2e ronde  | < Hessen Kassel: 0-4 |
| 1981/82 | Oberliga Westfalen             | III    | 10        | --        | |
| 1982/83 | Oberliga Westfalen             | III    | 14        | 2e ronde  | < VfL Bochum: 1-1 n.v. thuis/1-6 uit |
| 1983/84 | Oberliga Westfalen             | III    | 14        | --        | |
| 1984/85 | Oberliga Westfalen             | III    | 6         | --        | |
| 1985/86 | Oberliga Westfalen             | III    | 13        | --        | |
| 1986/87 | Oberliga Westfalen             | III    | 12        | --        | |
| 1987/88 | Oberliga Westfalen             | III    | 9         | --        | |
| 1988/89 | Oberliga Westfalen             | III    | 13        | --        | |
| 1989/90 | Oberliga Westfalen             | III    | 14        | --        | |
| 1990/91 | Verbandsliga Westfalen Nordost | IV     | 3         | --        | |
| 1991/92 | Verbandsliga Westfalen Nordost | IV     | 9         | --        | |
| 1992/93 | Verbandsliga Westfalen Nordost | IV     | 2         | --        | |
| 1993/94 | Verbandsliga Westfalen Nordost | IV     | 2         | --        | invoering Regionalliga |
| 1994/95 | Oberliga Westfalen             | IV     | 11        | --        | |
| 1995/96 | Oberliga Westfalen             | IV     | 6         | --        | |
| 1996/97 | Oberliga Westfalen             | IV     | 9         | --        | |
| 1997/98 | Oberliga Westfalen             | IV     | 10        | --        | |
| 1998/99 | Oberliga Westfalen             | IV     | 16        | --        | |
| 1999/00 | Verbandsliga Westfalen Nordost | V      | 12        | --        | |
| 2000/01 | Verbandsliga Westfalen Nordost | V      | 5         | --        | |
| 2001/02 | Verbandsliga Westfalen Nordost | V      | 8         | --        | |
| 2002/03 | Verbandsliga Westfalen-1       | V      | 12        | --        | |
| 2003/04 | Verbandsliga Westfalen-1       | V      | 8         | --        | |
| 2004/05 | Verbandsliga Westfalen-1       | V      | 8         | --        | |
| 2005/06 | Verbandsliga Westfalen-1       | V      | 1         | --        | |
| 2006/07 | Oberliga Westfalen             | IV     | 14        | --        | |
| 2007/08 | Oberliga Westfalen             | IV     | 8         | --        | niet gekwalificeerd voor nieuwe drieklassige Regionalliga                                                                                       |
| 2008/09 | NRW-Liga                       | V      | 16        | --        | invoering 3. Liga |
| 2009/10 | NRW-Liga                       | V      | 17        | --        | |
| 2010/11 | Westfalenliga-1                | VI     | 5         | --        | |
| 2011/12 | Westfalenliga-1                | VI     | 2         | --        | |
| 2012/13 | Oberliga Westfalen             | V      | 12        | --        | |
| 2013/14 | Oberliga Westfalen             | V      | 13        | --        | |
| 2014/15 | Oberliga Westfalen             | V      | 11        | --        | |
| 2015/16 | Oberliga Westfalen             | V      | 14        | --        | |
| 2016/17 | Oberliga Westfalen             | V      | 3         | --        | |
| 2017/18 | Oberliga Westfalen             | V      | 4         | --        | |
| 2018/19 | Oberliga Westfalen             | V      | 16        | --        | |
| 2019/20 | Oberliga Westfalen             | V      | 18        | --        | competitie afgebroken i.v.m. coronapandemie (geen degradatie)                                                                                   |
| 2020/21 | Oberliga Westfalen             | V      | --        | --        | competitie afgebroken i.v.m. coronapandemie (geen eindstand)                                                                                    |
| 2021/22 | Oberliga Westfalen             | V      | 18        | --        | |
| 2022/23 | Westfalenliga-1                | VI     | 9         | --        | |
| 2023/24 | Westfalenliga-1                | VI     | 16        | --        | |

Staffel 1:
SG Bockum-Hövel ·
Delbrücker SC ·
Borussia Emsdetten ·
FC Preußen Espelkamp ·
TuS Hiltrup ·
SC Rot Weiss Maaslingen ·
SV Mesum ·
SuS Neunkirchen ·
FC Nieheim ·
Grün-Weiß Nottuln ·
SF Ostinghausen ·
SC Peckeloh ·
FSC Rheda ·
SV Rödinghausen II ·
SV Westfalia Soest ·
SC Westfalia Kinderhaus

Staffel 2:
FC Brünninghausen ·
SV Vestia Disteln ·
TuS Erndtebrück ·
SC Westfalia Herne ·
SV Hohenlimburg ·
Holzwickeder SC ·
SpVgg Horsthausen ·
FC Iserlohn 46/49 ·
Lüner SV ·
RSV Meinerzhagen ·
SV Wacker Obercastrup ·
SC Obersprockhövel ·
BSV Schüren ·
SV Sodingen 1912 ·
TSG Sprockhövel ·
DSC Wanne-Eickel